# Sopwith Camel
El Sopwith Camel va ser un caça biplà britànic de la Primera Guerra Mundial dissenyat i construït per la Sopwith Aviation Company.

## Història
El Camel va ser dissenyat per Herbert Smith com a successor del Sopwith Pup i el Sopwith Triplane. Era molt maniobrable tot i que difícil de pilotar, el que va provocar la mort de molts pilots en pràctiques però tot i això va destacar com un dels millors caces del moment, amb 1.294 baixes enemigues confirmades (més que cap altra disseny de caça aliat).
El prototip de Camel va aparèixer el desembre de 1916 i fou introduït al front occidental l'any 1917. La primera unitat en rebre els Camel F1 va ser l'esquadró número 4 de la RNAS (Royal Naval Air Service) al que va seguir l'esquadró número 70 del RFC i a finals d'any ja se n'havien entregat 1325 unitats.
El març de 1917 es van fer unes proves amb una versió per vaixell dissenyat per operar des de portaavions o vaixells de guerra, el 2F.1 Aquest model tenia una envergadura lleugerament menor que el F.1 i la seva missió principal era la interceptació de dirigibles. Se'n van fabricar unes 340 unitats però les primeres unitats no van estar disponibles fins a la primavera de 1918.
L'11 d'agost de 1918 un Camel 2F.1 pilotat pel tinent Stuart Culley va destruir el dirigible L.53 sobre el golf de Helgoland. A finals d'octubre de 1918 la Royal Air Force comptava amb 2548 Camel F.1 i 129 2F.1 que ja s'estaven substituint pel Sopwith Snipe. L'últim esquadró de la RAF en utilitzar el Camel en combat va ser el 47 que es va desplegar a Rússia el març de 1919.

## Disseny
Es caracteritzava per un fuselatge curt i un motor rotatori potent i pesant, així com 2 metralladores sincronitzades Vickers. Els primers models tenien un motor Clerget 9B de 97 kW o el Bentley BR1 de 112 kW sent substituït posteriorment pel Clerget o Le Rhone 9J de 82 kW.

## Cultura popular
En els simuladors de vol existeixen una o més variants del Sopwith Camel, com el simulador de vol de codi obert FlightGear, així com en el sector comercial.

## Especificacions (F.1 Camel)

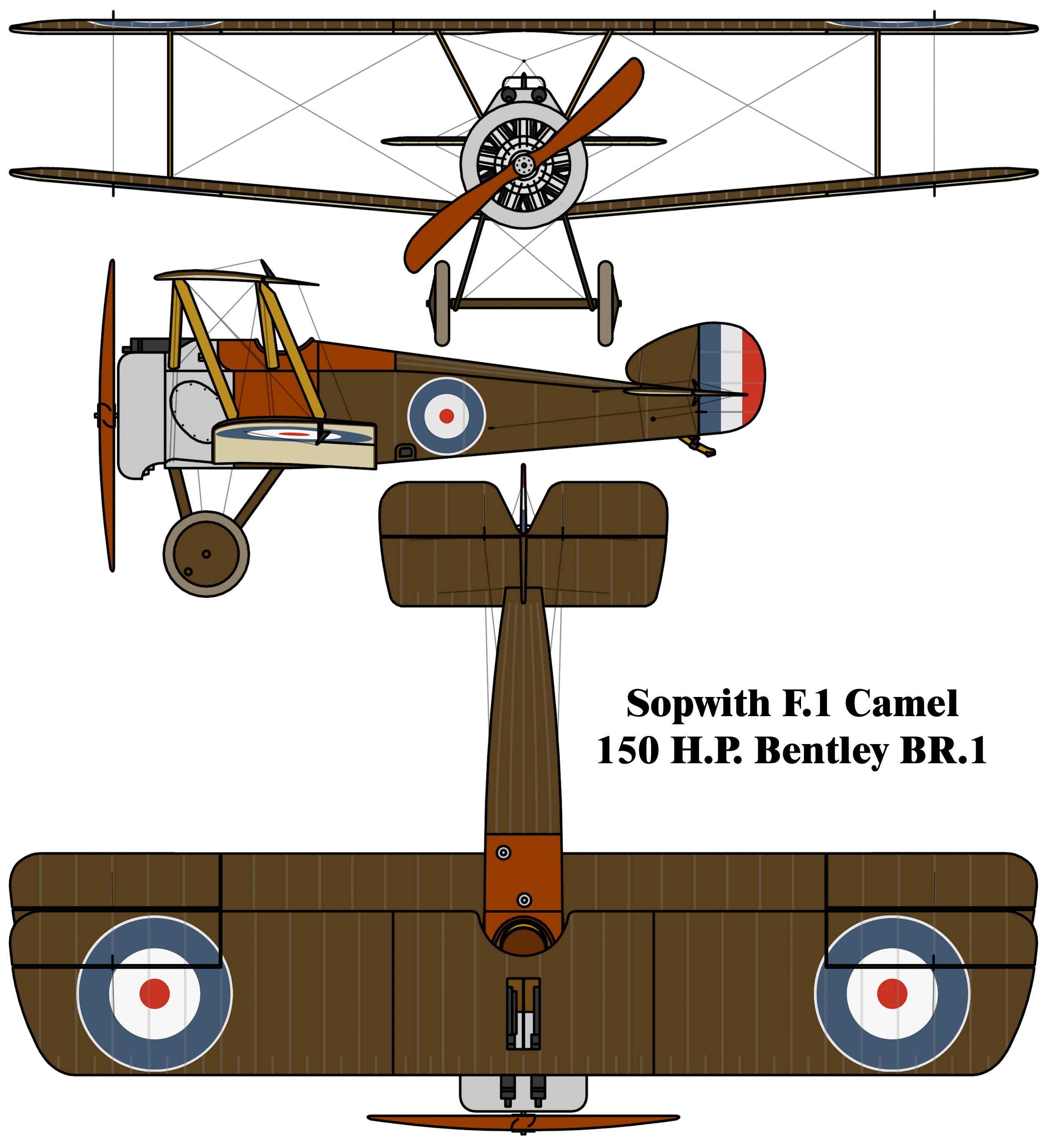
Projecció ortogràfica del Sopwith Camel

Dades de Quest for Performance
Característiques generals
- Tripulació: 1
- Longitud: 5,71 m
- Envergadura: 8,53 m
- Alçada: 2,59 m
- Superfície de l'ala 21,46 m²
- Pes buit: 420 kg
- Pes carregat: 660 kg
- Motors: 1×  motor rotatiu de 9 cilindres Clerget 9B, 130 hp

 Rendiment 
- Velocitat màxima: 185 km/h
- Velocitat d'entrada en pèrdua: 77 km/h
- Abast: 485 km(màxim)
- Sostre de servei: 6.400 m
- Ràtio d'ascens: 5,5 m/s
- Càrrega alar: 30,8 kg/m²
- Potència/pes: 150 W/kg

Armament

- Metralladores: 2× metralladora Vickers de calibre 7,7 mm